# اومن (تهیه‌کننده موسیقی)
سیدنی براون (زادهٔ ۲۱ اوت ۱۹۷۶) شناخته‌شده با نام اومن (انگلیسی: Omen) تهیه‌کننده موسیقی اهل ایالات متحده آمریکا است. وی از سال ۱۹۹۹ میلادی تاکنون مشغول فعالیت بوده‌است. او در طول حرفه خود با هنرمندانی مانند دریک، بیانسه، لیل وین، لوداکریس، وادو و ردمن همکاری داشته‌است.